# Eupodophis
Eupodophis é um género extinto de cobra, com apenas uma espécie descrita Eupodophis descouensi. Os fósseis descobertos apresentam pequenas patas traseiras, representando assim um fóssil de transição entre répteis com patas e as cobras sem patas.